# Nova Escola Alemanya
La Nova Escola Alemanya (en alemany: Neudeutsche Schule,pronunciat [ˈnɔʏ̯dɔʏ̯tʃə ˈʃuːlə]) és un terme introduït el 1859 pel crític musical Franz Brendel, editor de la Neue Zeitschrift für Musik, per descriure certes tendències de la música alemanya. Tot i que el terme s'ha utilitzat freqüentment en assaigs i llibres sobre la història de la música del segle XIX i principis del XX, una definició clara és complexa.
A més, els considerats representants de la "Nova Escola Alemanya" no són tots músics en exercici. Per tant, el terme és problemàtic. Ha estat utilitzat per diferents persones en diferents moments amb diferents significats. En general, s'acorda que Franz Liszt i Richard Wagner es trobaven entre els representants més destacats de la "Nova Escola Alemanya". També hi ha consens que Johannes Brahms no hi va participar. Més enllà d'això, les interpretacions difereixen. El present article exposa els principals elements associats a aquest terme.
Els representants de la Nova Escola Alemanya van entrar en conflicte amb músics més conservadors durant la coneguda Guerra dels Romàntics.

## LaTonkünstler-Versammlungde 1859

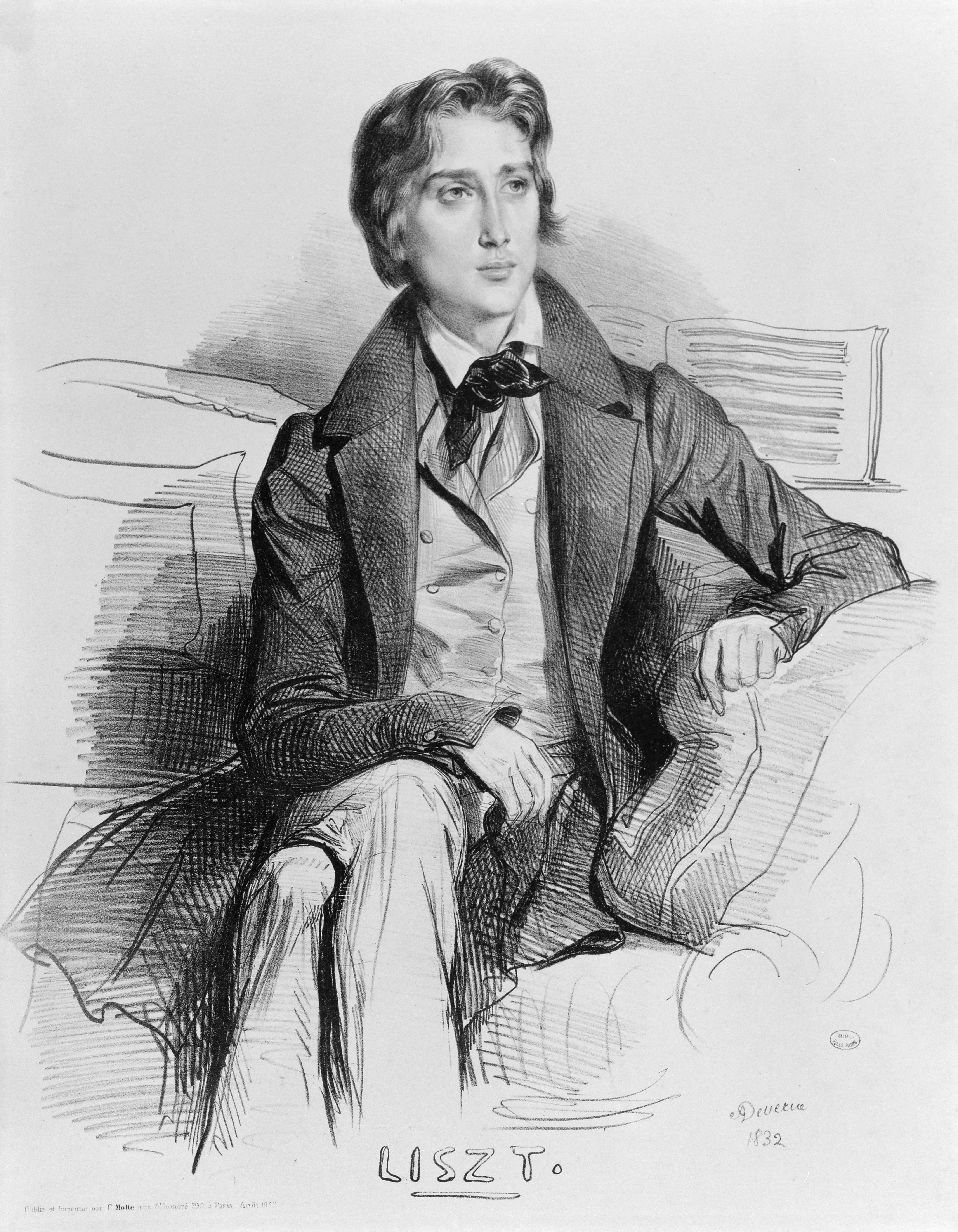
Franz Liszt

El 1858 Franz Liszt i Franz Brendel van projectar un Congrés de Músics (Tonkünstler-Versammlung). El finançament necessari provenia d'un estipendi de 1.000 thaler de Frederic Guillem Constantí, príncep d'Hohenzollern-Hechingen, que Liszt havia negociat. També va ser Liszt qui havia fet suggeriments per a les actuacions musicals del congrés. No és sorprenent que Liszt fos el compositor contemporani més interpretat a l'esdeveniment, i que els membres del seu cercle a Weimar hi estiguessin ben representats.
El tercer dia del Tonkünstler-Versammlung, el 3 de juny, va ser obert per Brendel amb un discurs "Zur Anbahnung einer Verständigung" ("Obrir el camí a un acord"). El discurs de Brendel és l'origen del terme "Nova Escola Alemanya". Va ser publicat com a versió impresa a la Neue Zeitschrift für Musik del 10 de juny de 1859.
Brendel va recordar Robert Schumann, que havia fundat la Neue Zeitschrift für Musik per obrir el camí a un nou tipus d'art, derivat de les obres de Beethoven. Mentre que Schumann havia adoptat una perspectiva artística, els seus escrits eren purament subjectius. En molts casos, la seva visió depenia de les emocions transitòries evocades per la música. Brendel, en canvi, tenia un objectiu més elevat. Havia desenvolupat principis musicals clars i s'hi adheria. La Neue Zeitschrift für Musik s'havia convertit en la veu de les actituds progressistes en la vida musical contemporània. Com a conseqüència, hi havia hagut conflictes amb altres grups, arribant a un nivell de fervor similar al fanatisme religiós d'èpoques anteriors.
Els mestres dels últims anys havien demostrat a Brendel amb els seus èxits que no s'havia equivocat. Brendel només esmentava pel nom Wagner, que havia realitzat meravellosament l'ideal de l'òpera alemanya pura, però també n'esmentà dos altres. Tot i que Brendel no va citar explícitament els seus noms, pel context és evident que pensava en Berlioz i Liszt. Segons Brendel en el seu assaig El symphonische Dichtungen de F. Liszt de 1858, era la seva convicció que els Poemes simfònics de Liszt eren l'ideal més perfecte de la música instrumental d'aquella època. Ells eren el que havia de venir si s'havia de progressar. En contrast amb això, les Simfonies de Schubert, Mendelssohn i Schumann, per magnífiques i belles que fossin, només podien ser considerades com les obres d'epígons [és a dir, després de Beethoven].

### Introducció del terme "Nova Escola Alemanya"
Per millorar els debats futurs, Brendel va fer diversos suggeriments; en particular, que en el futur s'hauria d'evitar l'ús del terme Zukunftsmusik (Música del futur). El terme s'havia derivat de l'assaig de Wagner L'obra d'art del futur, però ningú va subscriure completament les idees que Wagner hi va exposar sobre els seus ideals per al drama musical. L'estil exagerat i combatiu de Wagner va fer que molts dels que havia atacat haguessin volgut defensar-se. Això havia provocat debats acalorats, sense excloure la mesquinesa i els insults personals. En lloc de continuar utilitzant el terme "Zukunftsmusik", amb les seves connotacions de lluites passades, Brendel va suggerir utilitzar "Neudeutsche Schule". El nou terme s'ha d'entendre com que denota tot el període des de la mort de Beethoven. Segons Brendel, era un ús comú anomenar el període de JS Bach i Händel "alt deutsche Schule" ("Antiga Escola Alemanya"). El període posterior va ser el de mestres vienesos com Mozart que havien estat influenciats per l'estil italià. Beethoven havia tornat a dirigir l'interès cap al nord alemany i amb això havia obert la "Neudeutsche Schule".

### Berlioz i Liszt com a mestres "alemanys".
Segons Brendel, hi havia hagut una altra raó per als acalorats debats del passat. La gent havia discutit noves obres sense conèixer-les realment. Per aquest motiu Brendel havia organitzat les actuacions musicals del Tonkünstler-Versammlunge, on els músics presents podien jutjar ells mateixos escoltant les obres. Com que no hi havia cap dubte, segons Brendel, que les obres representades haurien de representar la “Nova Escola Alemanya”, es podria considerar vergonyós que també obres del francès Berlioz i de Liszt, nascut a Hongria i considerat habitualment hongarès (tot i que d'ascendència alemanya), s'haguessin interpretat.
Brendel va admetre el problema però va intentar demostrar que Berlioz i Liszt havien de ser vistos com a mestres alemanys. Amb aquest propòsit va recordar la seva pròpia Geschichte der Musik ("Història de la música"). Segons això, hi havia hagut dues línies de desenvolupament paral·leles. D'una banda, hi havia hagut una línia alemanya específica, representada per JS Bach, Beethoven i altres. D'altra banda, hi havia hagut una línia universal, combinant influències alemanyes, italianes i franceses, i representada per Händel, Gluck, Mozart i altres.
Segons Brendel, ningú no dubtava que tots aquests artistes eren alemanys. Però hi havia hagut mestres com Cherubini, Spontini, Méhul i molts altres que, tot i haver nascut a Itàlia o França, es van convertir en grans artistes gràcies a la influència alemanya. Per aquest motiu, podrien ser considerats com a mestres alemanys. Tant Berlioz com Liszt no haurien arribat a ser els artistes que van ser si no s'haguessin impregnat de l'esperit alemany des de ben aviat i no haguessin crescut forts amb ell. Per tant, l'arrel de les seves obres ha de ser trobada a Alemanya.